# دي أو (مغني)
دو كيونغ سو (هانغل: 도경수) (مواليد 12 يناير 1993 –) المعروف باسمه الفني دي أو (هانغل: 디오) هو مغني وممثل كوري جنوبي، وعضو ومغني رئيسي بالفرقة الكورية الجنوبية-الصينية إكسو.

## النشأة
ولد دي أو في غويانغ، غيونغي، كوريا الجنوبية، في 12 يناير 1993. التحق بالمدرسة الابتدائية «غويانغ بونغسان»، ثم المدرسة المتوسطة «بايكشين»، ثم المدرسة الثانوية «بايكسوك».[بحاجة لمصدر] لديه أخ أكبر منه بثلاث سنوات يُدعي «دو سونغ سو».[بحاجة لمصدر]

## أعماله السينمائية

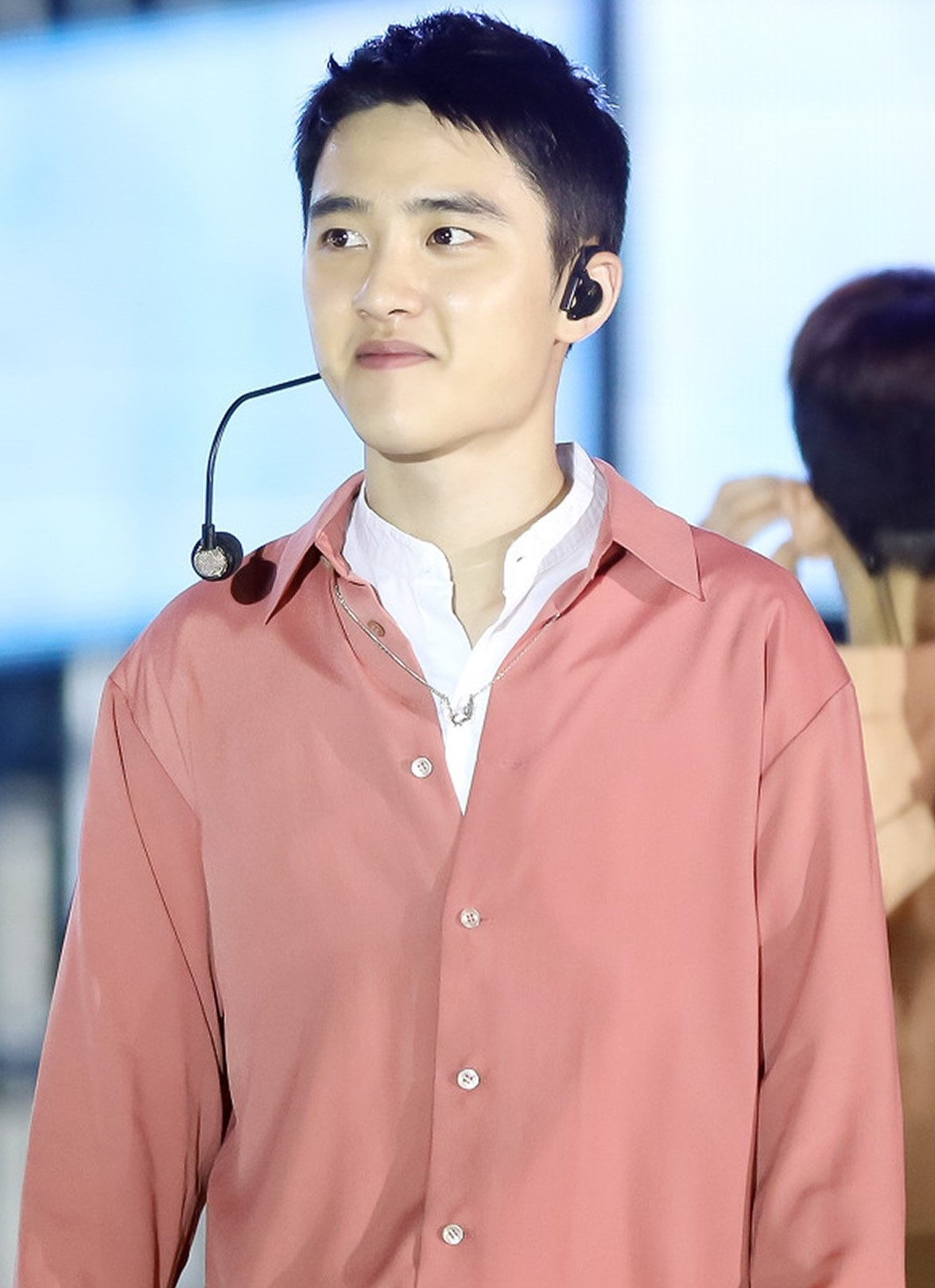
دي أو في مهرجان عائلة لوت في أكتوبر 2016.

بدأ مسيرته الفنية بفيلم العربة في 2014، ومثل بنفس السنة دراما لا بأس، هذا هو الحب. وفي عام 2015 حصل علي ظهور خاص في دراما مرحبا أيها الوحش، ذلك بجانب مسلسله مع فرقته إكسو نكست دور. أما في عام 2016 فقد تناصف في بطولة فيلم أخي المزعج مع جو جونغ سوك، ومثل أيضا في فيلم الحب النقي، ومثل أيضا في أنجح ويب دراما كن إيجابي. بينما قدم في عام 2017 فيلم الغرفة السابعة، وفيلم جنبا إلي جنب مع الآلهة: العالمان. وفي عام 2018 قدم فيلم جنبا إلي جنب مع الآلهة: آخر 49 يوما، وفيلم أرجوحة أطفال، ومسلسل مائة يوم يا أميري.

### مسلسلات
| عام  | عنوان                   | الدور               | ملاحظة                  | مراجع |
| ---- | ----------------------- | ------------------- | ----------------------- | ----- |
| 2012 | اليك يا جميل            |                     | دور الكاميو (الحلقة 2)  |       |
| 2014 | لا بأس ، هذا هو الحب    | هان كانغ وو         |                         |       |
| 2015 | مرحبا الوحش             | المراهق لي جون يونغ |                         |       |
| 2018 | أميري لمئة يوم          | نا وون دوك / لي يول | دور رئيسي               |       |
| 2019 | عزيزتي غرفتي (은주의방) |                     | دور الكاميو (الحلقة 11) | [ 4 ] |
| 2022 | معركة سيف الحقيقة       | جين جونغ            | دور رئيسي               |       |
| 2025 | المتلاعب به             | يو هان              | دور رئيسي               | [ 5 ] |

## وصلات خارجية
دي أو على موقع IMDb (الإنجليزية)
- دي أو على موقع ألو سيني (الفرنسية)
- دي أو على موقع ميوزك برينز (الإنجليزية)
- دي أو على موقع ديسكوغز (الإنجليزية)
- دي أو على موقع قاعدة بيانات الفيلم (الإنجليزية)
- دي أو على موقع كينوبويسك (الروسية)